# Kejserkrone
Kejserkrone (Fritillaria imperialis) er en art i familien Liliaceae. Det forekommer naturligt fra det sydøstlige Tyrkiet til det vestlige Himalaya. Kejserkrone er en almindelig haveplante i Danmark.
| Portal | Portal:Botanik |